# The Winds of War
The Winds of War (en España: Vientos de guerra) es una miniserie de 1983, dirigida y producida por Dan Curtis, basada en el libro del mismo nombre escrito por Herman Wouk. Al igual que en el libro, además de la vida de las familias Henry y Jastrow, la miniserie trata de los principales acontecimientos mundiales de este periodo. Adolf Hitler y el Estado Mayor alemán, con el general ficticio Armin von Roon como personaje principal, son una destacada subtrama de la miniserie. The Winds of War también incluye segmentos de material documental, narrados por William Woodson, para explicar hechos y personajes importantes.
Fue seguida por una secuela, War and Remembrance, en 1988, también basada en una novela escrita por Wouk y también dirigida y producida por Curtis.

## Argumento
La película sigue de cerca la trama de la novela de Wouk, que representa acontecimientos desde marzo de 1939 hasta la entrada de Estados Unidos en la Segunda Guerra Mundial en diciembre de 1941. Narra la historia de Victor "Pug" Henry, y su familia, y sus relaciones con una serie de personas reales y personajes de ficción. Henry es oficial de la marina y amigo del presidente Franklin Delano Roosevelt.

## Reparto
- Robert Mitchum - Victor Henry ("Pug")
- Ali MacGraw - Natalie Jastrow
- Jan-Michael Vincent - Byron Henry ("Briny")
- John Houseman - Aaron Jastrow
- Polly Bergen - Rhoda Henry
- Lisa Eilbacher - Madeline Henry
- David Dukes - Leslie Slote
- Topol - Berel Jastrow
- Ben Murphy - Warren Henry
- Deborah Winters - Janice Lacouture Henry
- Peter Graves - Palmer Kirby ("Fred")
- Jeremy Kemp - Brig. Gen. Armin von Roon
- Ralph Bellamy - Presidente Franklin Delano Roosevelt
- Victoria Tennant - Pamela Tudsbury
- Günter Meisner - Adolf Hitler
- Howard Lang - Winston Churchill
- Michael Logan - Alistair Tudsbury
- Barry Morse - Wolf Stoller
- Wolfgang Preiss - Mariscal Walter von Brauchitsch
- Reinhard Kolldehoff - Hermann Göring
- Anton Diffring - Joachim von Ribbentrop
- Enzo G. Castellari - Benito Mussolini
- Sky Du Mont - Conde Ciano
- Edmund Purdom - Luigi Gianelli
- Lawrence Pressman - Bunky Thurston
- Scott Brady - Capitán Red Tully
- Leo Gordon - General 'Train' Anderson
- John Dehner - Almirante Ernest King
- Andrew Duggan - Almirante Husband Kimmel
- Charles Lane - Almirante William Standley
- Logan Ramsey - Congresista Lacouture
- Patrick Allen – General del aire Dowding
- Allan Cuthbertson - General Tillet
- Ferdy Mayne - Ludwig Rosenthal
- Barbara Steele - Frau Stoller
- William Berger - Phil Briggs
- Ben Piazza - Aloysius Whitman
- Peter Brocco – Padre de Natalie

## Episodios
La serie, de casi 15 horas de duración, fue estrenada por la ABC en siete capítulos emitidos, en tardes sucesivas, entre el 6 y el 13 de febrero de 1983, y atrajo una media de 80 millones de espectadores por noche.
| Parte | Título                  | Emisión original      |
| ----- | ----------------------- | --------------------- |
| 1     | «The Winds Rise»        | 6 de febrero de 1983  |
| 2     | «The Storm Breaks»      | 7 de febrero de 1983  |
| 3     | «Cataclysm»             | 8 de febrero de 1983  |
| 4     | «Defiance»              | 9 de febrero de 1983  |
| 5     | «Of Love and War»       | 10 de febrero de 1983 |
| 6     | «Changing of the Guard» | 11 de febrero de 1983 |
| 7     | «Into the Maelstrom»    | 13 de febrero de 1983 |

## Recepción
La emisión tuvo gran éxito en todo los Estados Unidos y recibió numerosos premios, incluyendo nominaciones los Premios Globo de Oro y varios galardones y nominaciones a los Premios Emmy.